# Cruzador rápido

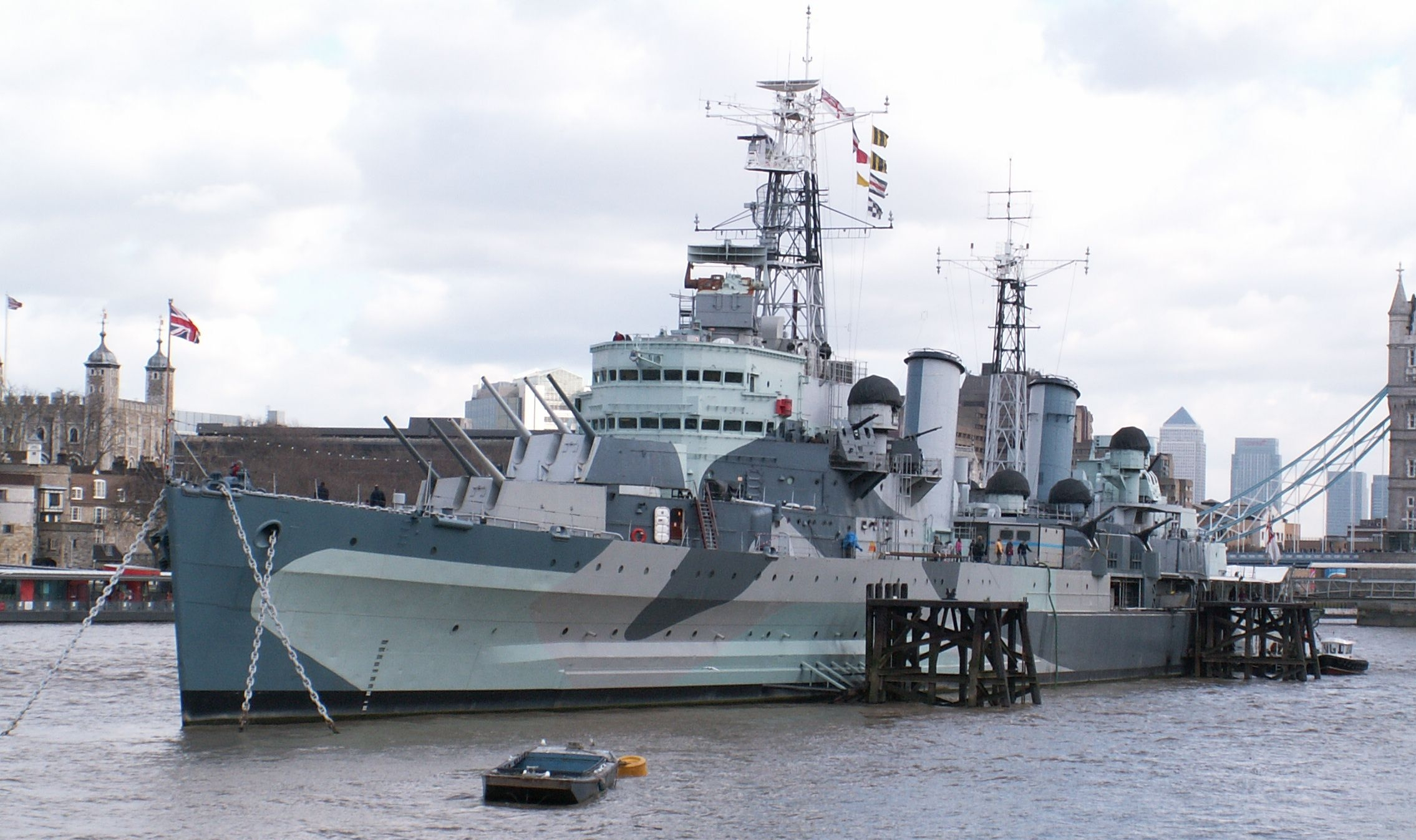
O cruzador ligeiro HMS Belfast, da marinha inglesa.

Um cruzador rápido é um navio de guerra de pequeno ou médio porte. O termo é uma abreviação da frase "cruzador blindado leve", descrevendo um pequeno navio que carregava blindagem da mesma forma que um cruzador blindado: um cinto de proteção e convés. Antes disso, os cruzadores menores eram do modelo de cruzador protegido, possuindo apenas conveses blindados. Embora mais leves e menores do que outros navios contemporâneos, eles ainda eram verdadeiros cruzadores, mantendo o raio de ação estendido e a autossuficiência para agir de forma independente em todo o mundo. Cruzadores montando canhões maiores e blindagem mais pesada em relação à maioria dos cruzadores leves viriam a ser conhecidos como cruzadores pesados, embora a designação de cruzadores 'leves' versus 'pesados' variasse um pouco entre as marinhas. Ao longo de sua história, os cruzadores leves serviram em uma variedade de funções, principalmente como escoltas de comboios e navios de comando de contratorpedeiros, mas também como batedores e navios de apoio à frota para frotas de batalha.

## Origens e desenvolvimento
Os primeiros pequenos cruzadores movidos a vapor foram construídos para a Marinha Real Britânica com o HMS Mercury lançado em 1878.  Esses cruzadores protegidos de segunda e terceira classe evoluíram, tornando-se gradualmente mais rápidos, mais bem armados e mais protegidos. A Alemanha assumiu a liderança no design de pequenos cruzadores na década de 1890, construindo uma classe de cruzadores rápidos - a classe Gazelle - copiada por outras nações. Essas embarcações eram movidas por caldeiras a carvão e motores a vapor alternativos e dependiam em parte do arranjo de bunkers de carvão para sua proteção. A adoção de caldeiras de tubos de água a óleo e motores de turbina a vapor significou que os pequenos cruzadores mais antigos rapidamente se tornaram obsoletos. Além disso, a nova construção não poderia contar com a proteção de bunkers de carvão e, portanto, teria que adotar alguma forma de blindagem lateral. O grupo britânico Chatham de cruzadores da classe Town foi um afastamento dos projetos anteriores; com propulsão de turbina, queima mista de carvão e óleo e um cinto blindado de proteção de 2 polegadas, bem como convés. Assim, por definição, eram cruzadores blindados, apesar de deslocarem apenas 4 800 toneladas; O cruzador blindado leve havia chegado. Os primeiros verdadeiros cruzadores leves modernos foram a classe Arethusa, que tinha toda a queima de óleo e usava máquinas leves do tipo contratorpedeiro para fazer 29 nós (54 km / h).

## Cruzadores leves atualmente
Quatro são preservados como navios-museu: HMS Belfast em Londres, HMS Caroline em Belfast, USS Little Rock em Buffalo, Nova York, e Mikhail Kutuzov em Novorossiysk. Navios semelhantes incluem os cruzadores protegidos Aurora (São Petersburgo) e USS Olympia (Filadélfia, Pensilvânia), e a proa da Puglia (Gardone Riviera).